# Cycas riuminiana
Cycas riuminiana é uma espécie de cicadófita do género Cycas da família Cycadaceae, nativa das Filipinas. Segundo dados de 2010, a população tende a descrescer.